# 国鉄C20形コンテナ
国鉄C20形コンテナ（こくてつC20がたコンテナ）は、日本国有鉄道（国鉄）が、1971年（昭和46年）から1980年（昭和55年）までに製造した、鉄道輸送用12 ft長5t積み有蓋コンテナである。

## 概要
日本におけるコンテナ列車創成期から使用された5000形以来の11ftコンテナの規格を改め、ISO規格を採り入れて大型化した5t積み12ft長の2種コンテナとして1970年（昭和45年）にC94形が試作された。翌1971年にC94形の量産形式として誕生したのがC20形である。現在でもこのコンテナの規格（12ft）は受け継がれており、多くの功績を残した画期的なコンテナである。
本形式を5個搭載するためのコンテナ貨車としてコキ50000系が製造されている。コンテナ自体が大型化されたため、11ftコンテナ5個積みであったそれまでのコキ5500形やコキ10000系では車長が短く積載間隔も短いため、従来コンテナのように詰めて搭載することができないので、積載スペースを左右に一つずつ余分に空けた1両2個積みが行われていたが非効率なため、後に積載間隔を拡げた本形式4個積みへ改造されている。
製造時期により3グループがある。
- 1971年（昭和46年）から1973年（昭和48年）までに製造された0番台の個体番号は、1 - 25434である。1971年（昭和46年）に10,800個、1972年（昭和47年）に4,364個、1973年（昭和48年）に10,270個が製造された。1974年（昭和49年）に、クレーン自動荷役計画用として、上部四隅にツイストロック式の吊り金具を備え、構造強化を図った、C21形へ製造が移行した。
- C21形を増備していたが、荷役設備が対応できず、クレーン自動荷役計画は失敗に終わってしまった。それに伴ってC21形は製造終了となったため、吊り金具の無い本形式が再び製造されることになった。その為1978年（昭和53年）から1979年（昭和54年）に製造された第2グループは、C21形に準じてアンカー取り付け部を強化されており、個体番号は30001 - 38500の30000番台となる。また、平行して製造されていた簡易保冷コンテナC95形の第2グループは、それぞれ本形式の30000番台を基に、内部へ保冷パネルを追加したものである。1978年（昭和53年）に2,700個、1979年（昭和54年）に5,800個が製造された。
- 1980年に製造された最終グループは、妻扉のロックレバーが左右2個に増加され、個体番号は40001 - 42000の40000番台である。また、平行して製造されていた簡易保冷コンテナC95形の最終グループは、本形式の40000番台を基に、内部へ保冷パネルを追加したものである。

そのほかに、これら大量の本形式の一部には以下のような特別の仕様や、レンタル用途として使われていた固体も少数ながらも存在していた。
- 内部にN断熱材設備を置いて北海道内でのみ使用された個体もあり、常備駅は札幌貨物ターミナル駅とされた。その個体は、側面のJNRマーク右横に「N断熱材設備道内専用 常備駅 札幌貨（タ）駅」と黒文字で明記されている。

- 日本FL物流協会の加入事業者専用や、昭和西濃（現・西濃運輸）・久留米運送など複数の事業社へのレンタルコンテナとして使用された個体があり、ほかのコンテナと区別するためにこれらの固体には、C20形式表記の先頭部に「Rental」の頭文字「R」を○で囲んだ「」記号を付して、C20‐××××としていた。

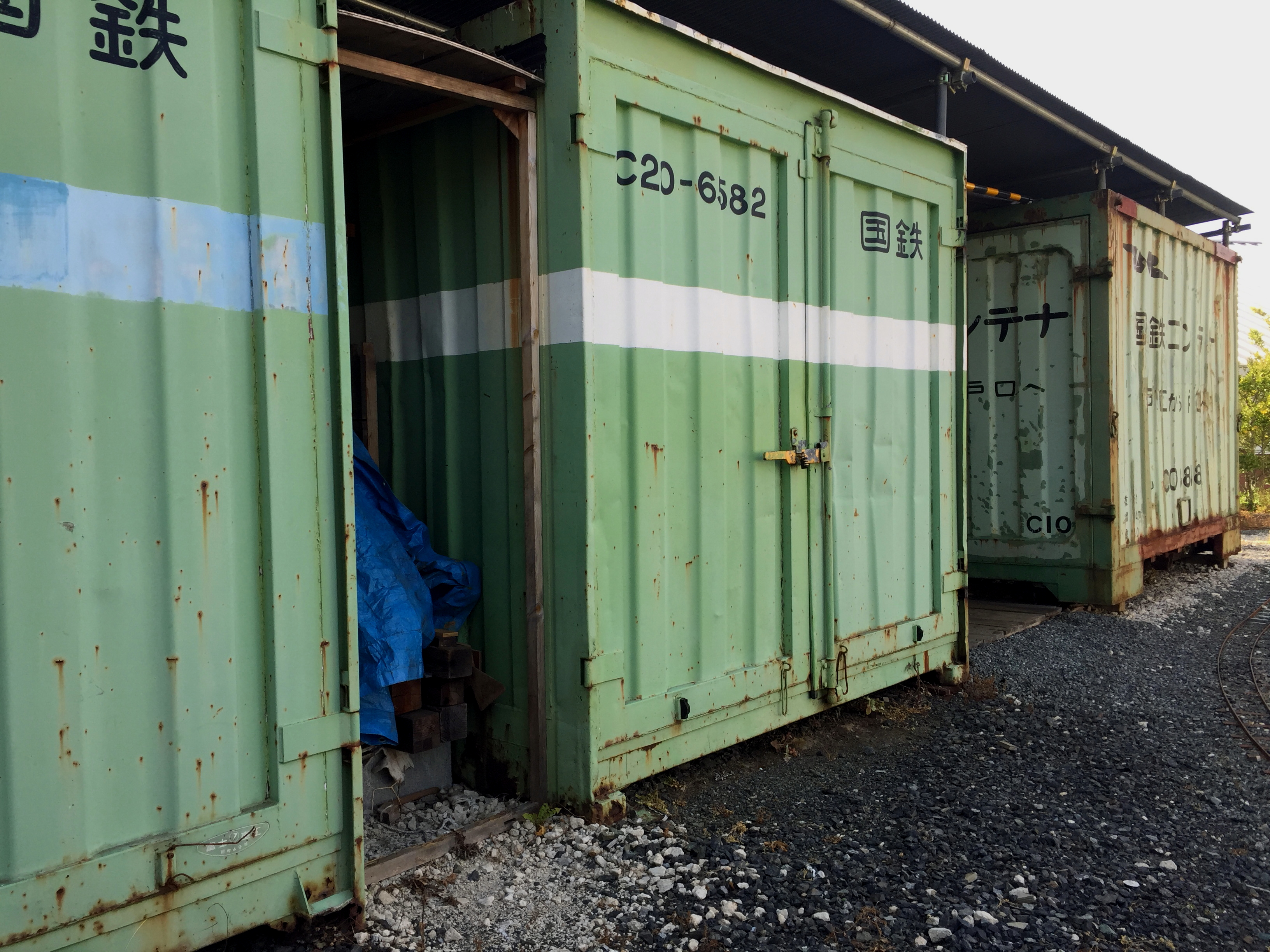
0番台C20-6582
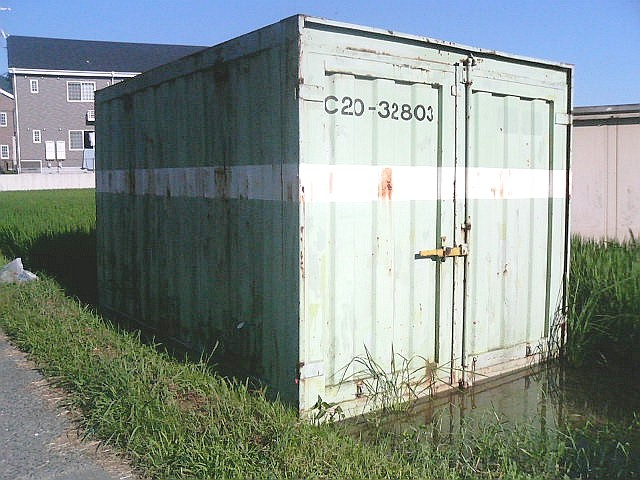
30000番台C20-32803

## 構造
構体は全溶接構造で、外板には1.2 mm厚のコルゲート鋼板を使用している。内部には内張りとして5 mm厚のラワン合板が張られている。屋根は1.2 mm厚の耐候性鋼板で、内張りは省略され、特殊断熱塗料が天井に塗布されている。床は100×50 mm角鋼管を長手方向に並べて溶接したもので、パレットローダー用のレールがある。荷役扉は、妻面の一方にのみ設けられており、鋼製の枠内にコルゲート鋼板を溶接した構造である。外法寸法は高さ2,350 mm、幅2,438 mm、長さ3,658 mm、自重1.1 t。内容積は17.0 m3。最大積載量は5 tである。
試作形式のC94形では、上下隅にツイストロック式の金具が設置されていたが、本形式では採用を見送った。

## 沿革
- 1971年 （昭和46年）- 第一号が落成。

- 塗装は、それまでのコンテナ同様の黄緑6号「コンテナグリーン」であるが、本体側面に白帯が追加されており、容易に識別が可能である。側面に描かれているJNRマークも、それまでの黒地から、赤地に白い縁取りになり、以降この形態が標準となった。

- 1973年（昭和48年）- までに25434個が作られたが、1974年（昭和49年）に、クレーン自動荷役計画用として、上部四隅にツイストロック式の吊り金具を備え、構造強化を図った、C21形へ製造が移行した。
- 1978年（昭和53年）- クレーン自動荷役計画は失敗に終わったため、吊り金具の無い本形式が再び製造されることになり、1978年（昭和53年）から1979年（昭和54年）までに30001 - 38500が製造された。
- 1980年（昭和55年）- 妻扉のロックレバーが左右2個に増加された個体が、1980年（昭和55年）に40001 - 42000が製造された。また、この個体で新規増備は終了し、合計37,934個が、富士重工業及び東急車輛製造で製造された。
- 1983年（昭和58年）- C21形と共に荷役の効率化のために、従来から片妻壁側の積み込み口に加えて、あらたに片側面にも扉を設けた「L字二方開き」のC30形へ、数百個が改造された。
- 1984年（昭和59年）- 本年度以降、鉄道貨物輸送の減少やC35形やC36形への置き換えにより初期の個体の置き換えが始まる。そのため、1987年（昭和62年）の国鉄分割民営化に際しては、22,821個まで減少し、この数が日本貨物鉄道（JR貨物）に継承され、継続使用された。しかし、日本貨物鉄道（JR貨物）継承以降、18D形や19D形などの新形コンテナの登場により、他形式コンテナへの改造や廃棄が進む。
- 1987年（昭和62年）- から1988年（昭和63年）に掛けて簡易通風コンテナへ改造された50000番台が数百個改造された。本形式のみならず、C21形からも改造が行われ、同じく50000番台を名乗る。他にも50500番台が、1987年（昭和62年）に無蓋コンテナへ改造した個体が1個のみある。
- 2008年（平成20年） - 置き換えが進んだため、全廃になった。

## 改造
従来から荷主より根強い要望のあった改善点として、C21形と共に荷役の効率化のために、従来から片妻壁側の積み込み口に加えて、あらたに片側面にも扉を設けた「L字二方開き」のC30形へ、1983年（昭和57年）に数百個が改造された。また、同時期にC31形が新造され、以降の国鉄コンテナは二方開き構造が標準となった。

### 50000番台

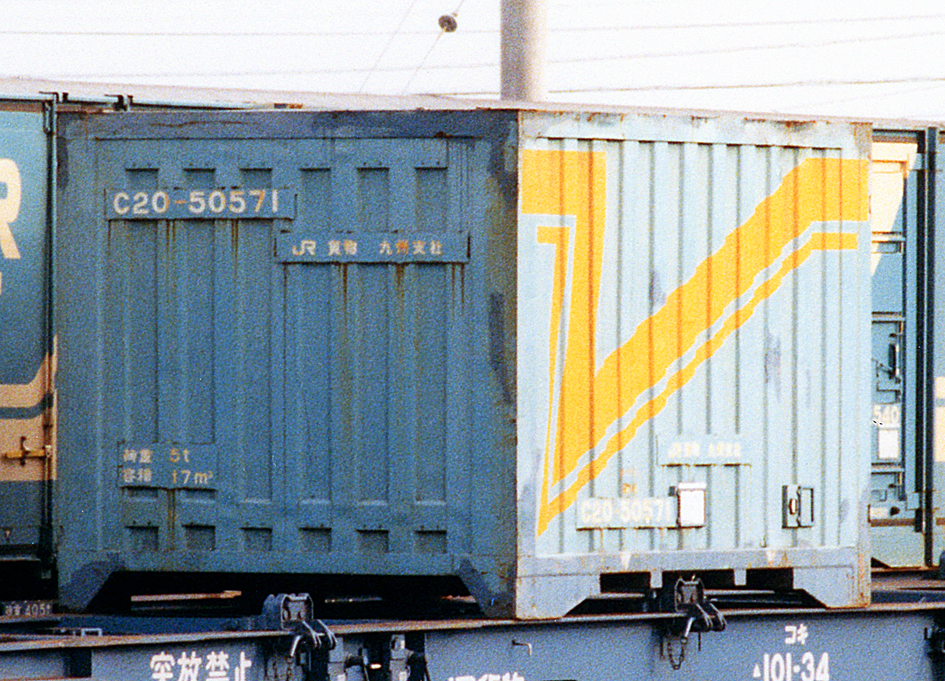
C20-50571（九州支社所有）

50000番台は、JR貨物が1987年（昭和62年）から1988年（昭和63年）に簡易通風コンテナへ改造したグループである。数百個改造された。本形式のみならず、C21形からも改造が行われ、同じく50000番台を名乗る。
北海道支社と九州支社で運用されていた。支社ごとに改造内容が異なり、番号付与は改造順で行われていたため、それぞれの仕様が混在している。

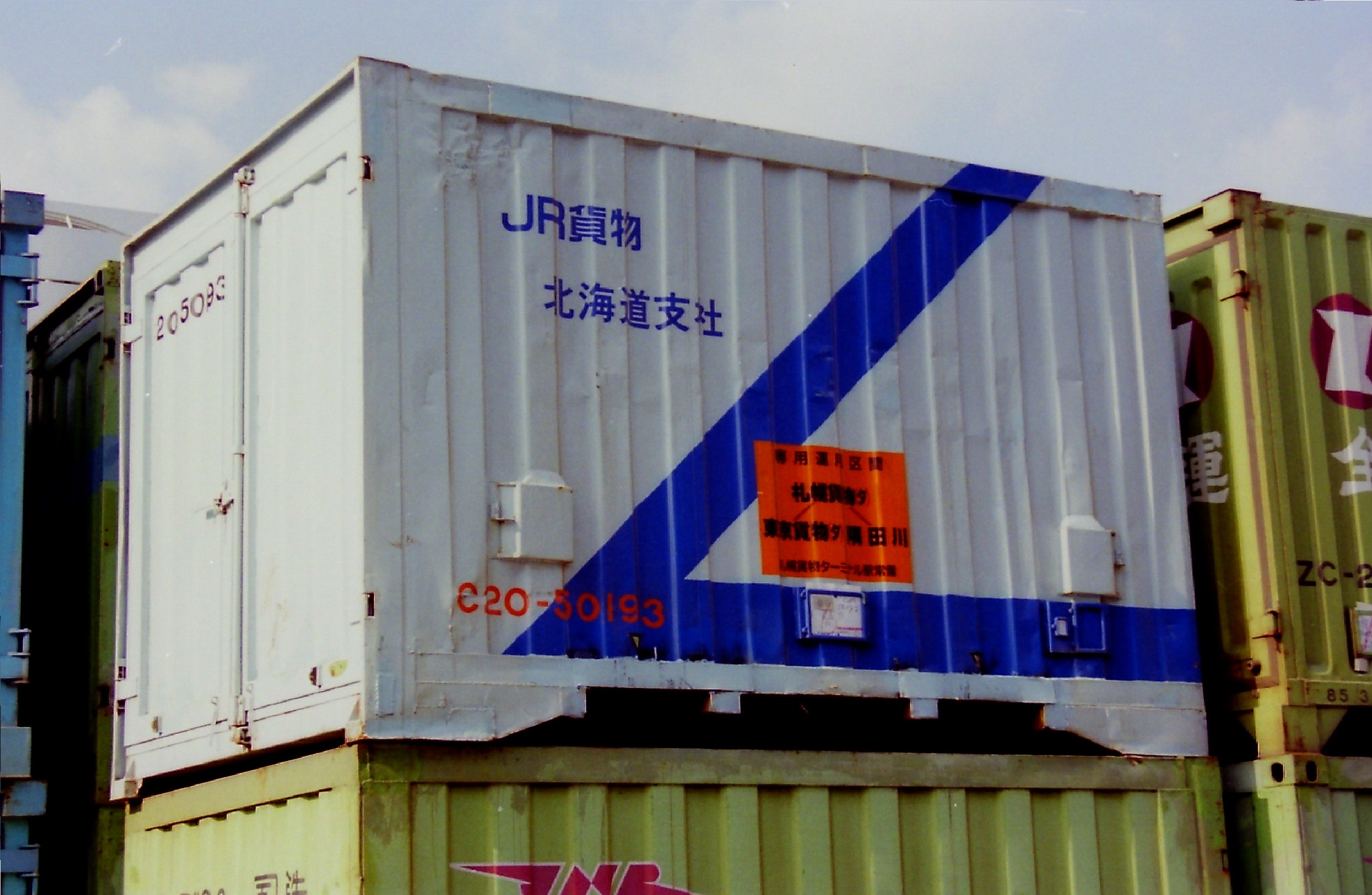
C20-50193（北海道支社所有）

- 北海道支社
常備駅は札幌貨物ターミナル駅。札幌貨物ターミナル駅 - 東京貨物ターミナル駅・隅田川駅で区間限定運用された。
両側面の両端に雨水浸入防止カバーを取り付けた小型の通風孔を設けている。通風孔は合計で4個ある。
塗装は水色をベースに、側面には紺色で∠形の線と、「JR貨物北海道支社」の文字がある。個体番号はオレンジ色で表記されている。

- 九州支社
妻面と妻扉のコルゲート凹部の上下に、雨水浸入防止カバーを取り付けた小型の通風孔を設けている。通風孔は合計で32個ある。
個体番号や所有を示す「JR貨物九州支社」などの表記類は、新たに本体へ取り付けられた鉄板に白色で書かれた。
青22号「コンテナブルー」をベースに、通風の英訳である「Ventilation」の「V」を象った黄色に塗装され、その下に同色のピンストライプがある。

### 50500番台
50500番台は、JR貨物が1987年（昭和62年）から1988年（昭和63年）に無蓋コンテナへ改造したグループである。九州支社で運用され、常備駅は福岡貨物ターミナル駅だった。その後、前述の簡易通風仕様の50000番台が多数改造されて50500番台に到達してしまい、個体番号のみで本番台との区別が難しくなってしまった。
屋根を撤去して、上部から荷物を積載できるように無蓋化された。そのため、本体の上に別のコンテナを積み重ねることができず、赤字で「積み重ね禁止」の注意書きが側面上部にある。
個体番号や常備駅を示す「福岡貨物ターミナル駅常備」などの表記類は、新たに本体へ取り付けられた鉄板に白色で書かれた。
塗装は、青22号「コンテナブルー」をベースに、側面上部に黄色の線があり、その下に同色のピンストライプがある。
なお、いくつかの個体は、貨車の台車枠輸送用に再改造された。積載した台車枠がはみ出るまでに、本体の半分以上を切断し、全体を黄色に塗装された。